# Fangbecken
Ein Fangbecken ist ein Regenbecken mit Speicherkammer und Beckenüberlauf, jedoch ohne Klärüberlauf. In diesem Becken wird verschmutztes Regenwasser (Regenklärbecken) oder Mischwasser (Regenüberlaufbecken) zwischengespeichert und gedrosselt zur Kläranlage weiter geleitet. Die Menge, die im Becken nicht gespeichert werden kann, wird über den Beckenüberlauf in den Vorfluter entlastet.
Fangbecken dürfen nur angeordnet werden, wenn keine Vorentlastungen im Netz oberhalb bestehen.
Fangbecken werden im Gegensatz zu Durchlaufbecken gebaut, wenn das Einzugsgebiet so klein ist, dass ein wesentlicher Teil der Verschmutzung im Becken gespeichert werden kann und es erwartet werden kann, dass die Verschmutzung der nachfließenden Welle so gering ist, dass sie für den Vorfluter unschädlich ist.
siehe auch: Zisterne